# Алешково (Гаврилов-Ямский район)
Алешково — деревня в Гаврилов-Ямском районе Ярославской области России. Входит в состав Стогинского сельского округа Митинского сельского поселения.

## География
Деревня находится в юго-восточной части области, в зоне хвойно-широколиственных лесов, при автодороге 78Н-0193, на расстоянии примерно 16 километров (по прямой) к востоку-юго-востоку от города Гаврилов-Ям, административного центра района. Абсолютная высота — 147 метров над уровнем моря.

### Климат
Климат характеризуется как умеренно континентальный, с умеренно холодной зимой и относительно тёплым летом. Среднегодовая температура воздуха — 3 — 3,5 °C. Средняя температура воздуха самого холодного месяца (января) — −13,3 °C; самого тёплого месяца (июля) — 18 °C. Вегетационный период длится около 165—170 дней. Годовое количество атмосферных осадков составляет 500—600 мм, из которых большая часть выпадает в тёплый период.

### Часовой пояс
Алешково, как и вся Ярославская область, находится в часовой зоне МСК (московское время). Смещение применяемого времени относительно UTC составляет +3:00.

## Население
| 2007 | 2010 |
| ---- | ---- |
| 3    | ↘2   |

### Национальный состав
Согласно результатам переписи 2002 года, в национальной структуре населения русские составляли 100 % из 2 чел.
Данные переписи населения 1897 года:
Согласно переписным листам, в 1897 году в деревне Алешково проживало 125 чевеловек: 62 мужчины и 63 женщины. Грамотность среди мужчин составляла 56%, среди женщин - 8%. В деревне было 26 домов из дерева, крытых соломой. Все население деревни принадлежали к государевым крестьянам, большая часть была занята земледелием. Помимо этого, 14 человек владели профессией плотника. В деревне был сапожник (Рятков) с 2 работниками, лесопромышленник (Лопатин) и торговец (Павлов). 